# Frufritt
Frufritt var en realityserie producerad av SVT Sápmi som sändes hösten 2007. Den var tänkt som ett slags svar på TV4:s Bonde söker fru. Fruar i samiska byn Övre Soppero fick åka på äventyrsresa till Kenya under 10 dagar. Kvar blev männen med jobb, barn och hushållsarbete.
Förlagan till serien var BBC:s The Week the Women Went, som utspelade sig i en lantlig by i England.
Serien gick bara en säsong då den inte lyckades få det tittarunderlag som önskades. Serien fick under 25 % av antalet tittare jämfört med Bonde söker fru.